# FK Ventspils
FK Ventspils este un club de fotbal cu sediul în Ventspils, Letonia.Echipa susține meciurile de acasă pe Ventspils Olimpiskais Stadions cu o capacitate de 3.200 de locuri.

## Palmares
| Liga/Cupa     | Sezon                                        |
| ------------- | -------------------------------------------- |
| Virsliga      | 2006, 2007, 2008, 2011, 2013, 2014           |
| Cupa Letoniei | 2003, 2004, 2005, 2007, 2010-2011, 2012-2013 |

## Lotul sezonului 2009-2010
| Nr. |                   | Poziție | Jucător                   |
| --- | ----------------- | ------- | ------------------------- |
| 2   | Rusia             | F       | Mikhail Mischenko         |
| 3   | Letonia           | F       | Ritus Krjauklis           |
| 4   | Rusia             | F       | Yevgeny Postnikov         |
| 5   | Letonia           | M       | Jevgēņijs Kosmačovs       |
| 6   | Camerun           | M       | Serge Tatiefang           |
| 7   | Letonia           | M       | Jurijs Žigajevs           |
| 8   | Letonia           | M       | Visvaldis Ignatāns        |
| 9   | Letonia           | A       | Eduards Visnakovs         |
| 10  | Letonia           | M       | Aleksejs Višņakovs        |
| 11  | Republica Moldova | A       | Alexandru Dedov           |
| 12  | Nigeria           | A       | Michael Tukura            |
| 15  | Rusia             | F       | Grigori Chirkin (captain) |
| 16  | Letonia           | P       | Aleksandrs Vlasovs        |
| 17  | Letonia           | M       | Artūrs Zjuzins            |

| Nr. |         | Poziție | Jucător             |
| --- | ------- | ------- | ------------------- |
| 18  | Ghana   | M       | Michael Maki Mvondo |
| 19  | Letonia | M       | Deniss Tarasovs     |
| 20  | Letonia | A       | Romāns Bespalovs    |
| 21  | Letonia | F       | Nauris Bulvītis     |
| 22  | Nigeria | A       | Ahmed Abdultaofik   |
| 23  | Letonia | F       | Vladimirs Bespalovs |
| 24  | Letonia | F       | Vladislavs Gabovs   |
| 25  | Letonia | A       | Ritvars Rugins      |
| 30  | Letonia | P       | Valentīns Raļkevičs |
| 32  | Letonia | A       | Andrejs Butriks     |
| 34  | Letonia | F       | Vitālijs Stols      |
| --  | Letonia | F       | Oļegs Baikovs       |
| --  | Rusia   | F       | Vladislav Kryuchkov |

## Jucători notabili
| - Jean-Paul Ndeki - Zurab Menteshashvili - Alessandro Zamperini - Vitālijs Astafjevs - Kaspars Gorkšs - Deniss Kačanovs | - Aleksandrs Kolinko - Juris Laizāns - Vīts Rimkus - Deniss Romanovs - Igors Sļesarčuks - Andris Vaņins | - Igor Tigirlas - Uche Iheruome - Yevgeni Landyrev - Aleksandar Gruber - Saša Cilinšek - Ronny Hodel |

## Antrenori
- Sergei Borovsky (1997—98)
- Saulius Cekanavičius (1998)
- Boris Sinitsyn (1999—00)
- Saulius Cekanavičius (2000)
- Paul Ashworth (2001–03)
- Saulius Širmelis (2003—04)
- Sergejs Semjonovs (2005)
- Roman Hryhorchuk (2005–09)
- Nunzio Zavettieri (2009–2011)
- Sergei Podpaly (2011–2012)
- Jurģis Pučinskis (2012–2015)
- Paul Ashworth (2015-)